# Голубово (Псковський район)
Голубово (рос. Голубово) — присілок в Псковському районі Псковської області Російської Федерації.
Населення становить 381 особу. Входить до складу муніципального утворення Писковицька волость.

## Історія
Від 2015 року входить до складу муніципального утворення Писковицька волость.

## Населення
| 2001 | 2002 | 2010 | 2012 |
| ---- | ---- | ---- | ---- |
| 338  | ↘331 | ↗354 | ↗381 |